# Hajimari no Ballad
Hajimari no Ballad è l'undicesimo singolo di Angela Aki.
Hajimari no Ballad è il tema del dorama "Namae wo nakushita, megami", mentre I Have a Dream è stata composta per la Washington National Gallery tenutasi nel 2011 a Tokyo.

## Tracce
1. Hajimari no BALLAD (始まりのバラード?, Ballata dell'Inizio)
2. I Have a Dream
3. Creep (cover dei Radiohead)